# USS Picking (DD-685)
USS Picking (DD-685) là một tàu khu trục lớp Fletcher được Hải quân Hoa Kỳ chế tạo trong Chiến tranh Thế giới thứ hai. Nó là chiếc tàu chiến duy nhất của Hải quân Mỹ được đặt theo tên Sherwood Picking (1890-1941), một sĩ quan chỉ huy tàu ngầm đã hoạt động nổi bật trong Chiến tranh Thế giới thứ nhất. Nó đã hoạt động cho đến hết Thế Chiến II, ngừng hoạt động một thời gian ngắn, rồi tiếp tục phục vụ trong Chiến tranh Triều Tiên và Chiến tranh Việt Nam, cho đến khi ngừng hoạt động năm 1969, và bị đánh chìm như một mục tiêu năm 1997. Nó được tặng thưởng năm Ngôi sao Chiến trận do thành tích phục vụ trong Thế Chiến II, và thêm một Ngôi sao Chiến trận nữa trong Chiến tranh Triều Tiên.

## Thiết kế và chế tạo
Picking được đặt lườn tại xưởng tàu của hãng Bethlehem Shipbuilding Corporation ở Staten Island, New York vào ngày 24 tháng 11 năm 1942. Nó được hạ thủy vào ngày 1 tháng 6 năm 1943; được đỡ đầu bởi bà Sherwood Picking; và nhập biên chế vào ngày 21 tháng 9 năm 1943 dưới quyền chỉ huy của Trung tá Hải quân Raymond S. Lamb.

## Lịch sử hoạt động

### Thế Chiến II

#### 1944
Sau khi hoàn tất chạy thử máy tại vùng biển ngoài khơi Bermuda, Picking băng qua kênh đào Panama và đi đến Dutch Harbor, Alaska vào ngày 28 tháng 12 năm 1943, nơi nó trình diện để phục vụ cùng Hải đội Khu trục 49 trực thuộc Hạm đội Bắc Thái Bình Dương. Chiếc tàu khu trục đã hoạt động bắn phá Paramushiro thuộc quần đảo Kuril vào ngày 4 tháng 2 năm 1944; đảo Matsuwa, Kuril vào ngày 13 tháng 6; rồi xuống Paramushiro một lần nữa vào ngày 26 tháng 6. Nó quay trở về San Francisco, California để bảo trì trong tháng 8, rồi đi đến Trân Châu Cảng thuộc quần đảo Hawaii vào ngày 31 tháng 8, nơi nó gia nhập Đệ Tam hạm đội, và hoạt động hộ tống các tàu vận chuyển cho đến khi đi đến đảo Manus vào ngày 3 tháng 10.

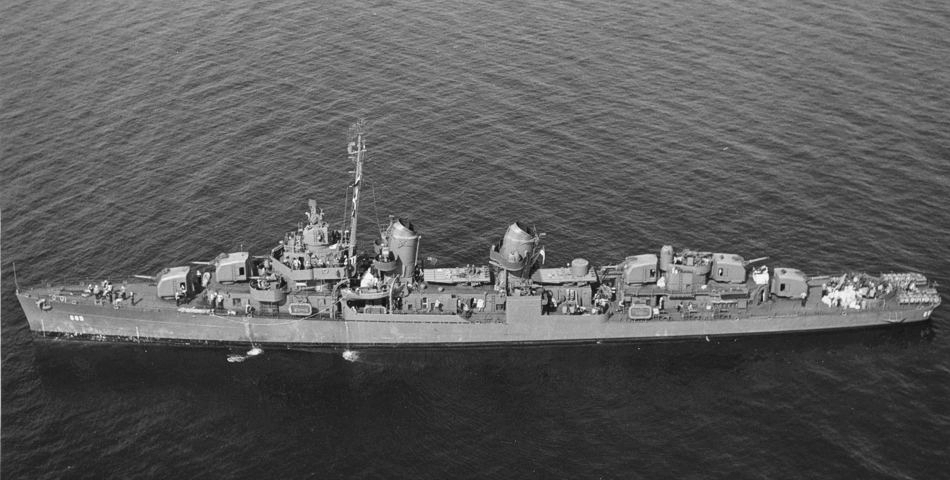
Picking hoạt động trong Thế Chiến II, khoảng năm 1943

Picking được điều động sang Đệ Thất hạm đội, và hỗ trợ cho cánh phía Nam của cuộc đổ bộ lên vịnh Leyte vào ngày 20 tháng 10. Đang khi trên đường hộ tống các tàu vận tải rỗng quay trở về Hollandia, New Guinea, nó bắn rơi một máy bay đối phương vào ngày 24 tháng 10, và sau khi nghe tin tức về Trận chiến ngoài khơi Samar, con tàu lập tức quay trở lại để bảo vệ. Nó cùng tàu khu trục Hale (DD-642) bắn rơi một máy bay đối phương vào ngày 25 tháng 10, và sau khi trận Hải chiến vịnh Leyte kết thúc, nó hộ tống các chiếc Mount Olympus (AGC-8) và Auriga (AK–98) đi Manus, trước khi quay trở lại Leyte vào ngày 20 tháng 11, hộ tống các đoàn tàu vận tải chở lực lượng tăng viện và tiếp liệu.

#### 1945
Sau khi được tiếp liệu tại Manus, Picking lên đường đi Philippines để bảo vệ phòng không cho các bãi đổ bộ tại vịnh Lingayen, đến nơi vào ngày 9 tháng 1 năm 1945. Nó đã bảo vệ cho cuộc đổ bộ lên San Antonio, Philippines vào ngày 29 tháng 1, rồi bắn pháo hỗ trợ và hộ tống bảo vệ khi binh lính đổ bộ lên Mariveles vào ngày 15 tháng 2 và lên Corregidor vào ngày 16 tháng 2.
Sau khi nghỉ ngơi và sửa chữa tại Leyte, Picking đi đến ngoài khơi Kerama Retto thuộc quần đảo Ryūkyū, Nhật Bản vào ngày 26 tháng 3, và đã hộ tống cho các tàu vận tải trong cuộc đổ bộ vào sáng hôm đó. Được điều sang nhiệm vụ hỗ trợ hỏa lực vào ngày 1 tháng 4, nó đã bắn phá các vị trí của quân Nhật trên đảo Okinawa, bắn rơi hai máy bay đối phương vào ngày 6 tháng 4, và thêm một chiếc nữa vào ngày 9 tháng 4, cũng như cứu vớt một phi công hải quân bị bắn rơi vào ngày 17 tháng 4. Nó đã cứu giúp những người sống sót của tàu khu trục Longshaw (DD-559) ngoài khơi Naha, Okinawa vào ngày 18 tháng 5.
Được thay phiên trong nhiệm vụ hỗ trợ hỏa lực vào ngày 7 tháng 6, Picking tiếp tục phục vụ như một tàu cột mốc radar canh phòng cho đến ngày 23 tháng 6, khi nó lên đường đi Saipan. Sau khi Nhật Bản đầu hàng kết thúc cuộc xung đột, con tàu quay trở về San Francisco, được cho xuất biên chế vào ngày 20 tháng 12 năm 1945, và được đưa về Hạm đội Dự bị Thái Bình Dương tại San Diego.

### 1951 - 1969

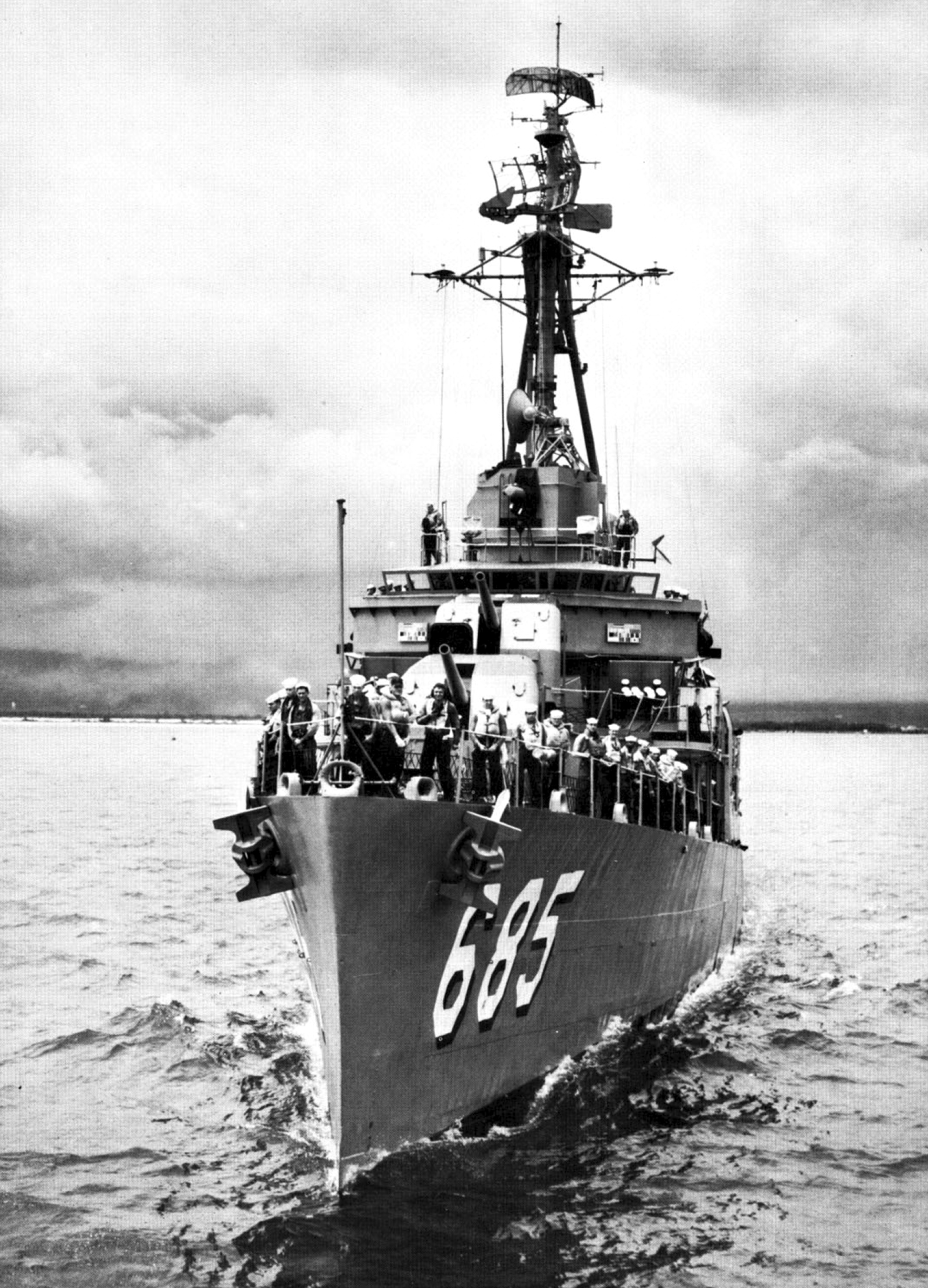
Picking ngoài khơi Oahu, 1963.

Sự kiện Chiến tranh Triều Tiên nổ ra đã làm nảy sinh nhu cầu phải tăng cường số lượng tàu chiến cho hạm đội, nên Picking được cho nhập biên chế trở lại vào ngày 26 tháng 1 năm 1951. Sau khi hoạt động tại chỗ từ cảng nhà mới ở Newport, Rhode Island, nó lên đường đi sang Viễn Đông, đi đến Yokosuka, Nhật Bản vào ngày 4 tháng 5 năm 1953, rồi hoạt động cùng các Lực lượng Đặc nhiệm 77 và 95 ngoài khơi Triều Tiên trong vai trò bắn phá bờ biển và canh phòng cho các tàu sân bay. Sau khi hoàn tất lượt phục vụ tại khu vực Tây Thái Bình Dương, nó rời Sasebo, Nhật Bản vào ngày 5 tháng 8 để quay trở về nhà theo ngã kênh đào Suez, về đến Boston, Massachusetts vào ngày 2 tháng 10. Sau các hoạt động dọc bờ Đông Hoa Kỳ trong năm 1954, nó lên đường vào ngày 5 tháng 1 năm 1955 để đi sang Châu Âu và khu vực Địa Trung Hải; hoạt động phối hợp cùng Hải quân Hoàng gia Anh về kỹ thuật hộ tống vận tải ngoài khơi Derry, Bắc Ireland; và phục vụ cùng Đệ Lục hạm đội trước khi quay trở về Newport vào ngày 26 tháng 5.
Được điều sang Hạm đội Thái Bình Dương, Picking đi đến Long Beach, California vào ngày 15 tháng 4 năm 1956, và khởi hành vào ngày 5 tháng 6 cho một lượt phục vụ cùng Đệ Thất hạm đội, bao gồm một đợt tuần tra tại eo biển Đài Loan, và quay trở về Long Beach vào ngày 18 tháng 11. Nó lại khởi hành từ Long Beach vào ngày 13 tháng 8 năm 1957 cho một lượt hoạt động khác tại Viễn Đông, quay trở về vào ngày 24 tháng 1 năm 1958. Trong lượt hoạt động tiếp theo tại khu vực Tây Thái Bình Dương từ ngày 8 tháng 10 năm 1958 đến ngày 27 tháng 3 năm 1959, nó hoạt động cùng một đội đặc nhiệm tìm-diệt chống tàu ngầm được xây dựng chung quanh tàu sân bay Yorktown (CV-10); và đã tham gia vận chuyển hàng cứu trợ khẩn cấp cho thị trấn Koniya, Nhật Bản bị tàn phá bởi hỏa hoạn. Sang mùa Thu, nó tham gia thực tập chống tàu ngầm cùng các đơn vị Hải quân Hoàng gia Canada dọc theo vùng bờ Tây. Từ tháng 1 đến tháng 6 năm 1960 và từ tháng 8 năm 1961 đến tháng 2 năm 1962, nó thực hiện thêm hai lượt phục vụ khác tại Viễn Đông; và trong vụ Khủng hoảng tên lửa Cuba vào tháng 10 năm 1962, nó đã hộ tống cho tàu sân bay Ranger (CV-61). Con tàu hoạt động thường lệ và huấn luyện dọc theo vùng bờ Đông trong năm 1963.
Được bố trí cùng Đệ Thất hạm đội vào ngày 13 tháng 3 năm 1964 sau Sự kiện vịnh Bắc Bộ, Picking làm nhiệm vụ hộ tống ngoài khơi Việt Nam trước khi quay trở về Long Beach vào ngày 2 tháng 10. Nó lại được phái sang khu vực Tây Thái Bình Dương vào ngày 10 tháng 7 năm 1965, đi đến Trạm Dixie ngoài khơi Việt Nam vào ngày 11 tháng 9, và trong tháng 9 và tháng 11 đã bắn phá các vị trí đối phương tại Nam Việt Nam. Nó quay trở về Long Beach vào ngày 16 tháng 12.
Sau một giai đoạn huấn luyện và hoạt động tại chỗ từ Long Beach trong năm 1966, Picking khởi hành để đi sang khu vực Tây Thái Bình Dương vào ngày 27 tháng 12. Nó làm nhiệm vụ bắn phá những mục tiêu quân sự và tiếp liệu đối phương tại cả Bắc và Nam Việt Nam, phá hủy nhiều tàu bè tiếp liệu tại vùng ven biển Bắc Việt Nam. Con tàu quay trở về Hoa Kỳ và kết thúc năm 1967 bằng những hoạt động huấn luyện tác xạ và chống tàu ngầm. Sang tháng 2 năm 1968, nó lại lên đường đi sang khu vực Tây Thái Bình Dương, đi đến Trạm Yankee vào ngày 25 tháng 4, được tách ra làm nhiệm vụ bắn phá bờ biển rồi quay trở lại Trạm Yankee trước khi quay trở về Long Beach vào ngày 17 tháng 8.
Sau một lượt phục vụ khác cùng Hạm đội Thái Bình Dương trong năm 1969, Picking được cho xuất biên chế tại Long Beach, California vào ngày 6 tháng 9 năm 1969, và đưa về Hạm đội Dự bị Thái Bình Dương. Tên nó được cho rút khỏi danh sách Đăng bạ Hải quân vào ngày 1 tháng 3 năm 1975, rồi bị đánh chìm như một mục tiêu vào ngày 27 tháng 2 năm 1997.

## Phần thưởng
Picking được tặng thưởng năm Ngôi sao Chiến trận do thành tích phục vụ trong Thế Chiến II, và thêm một Ngôi sao Chiến trận trong Chiến tranh Triều Tiên.